# Campagne Bellevue

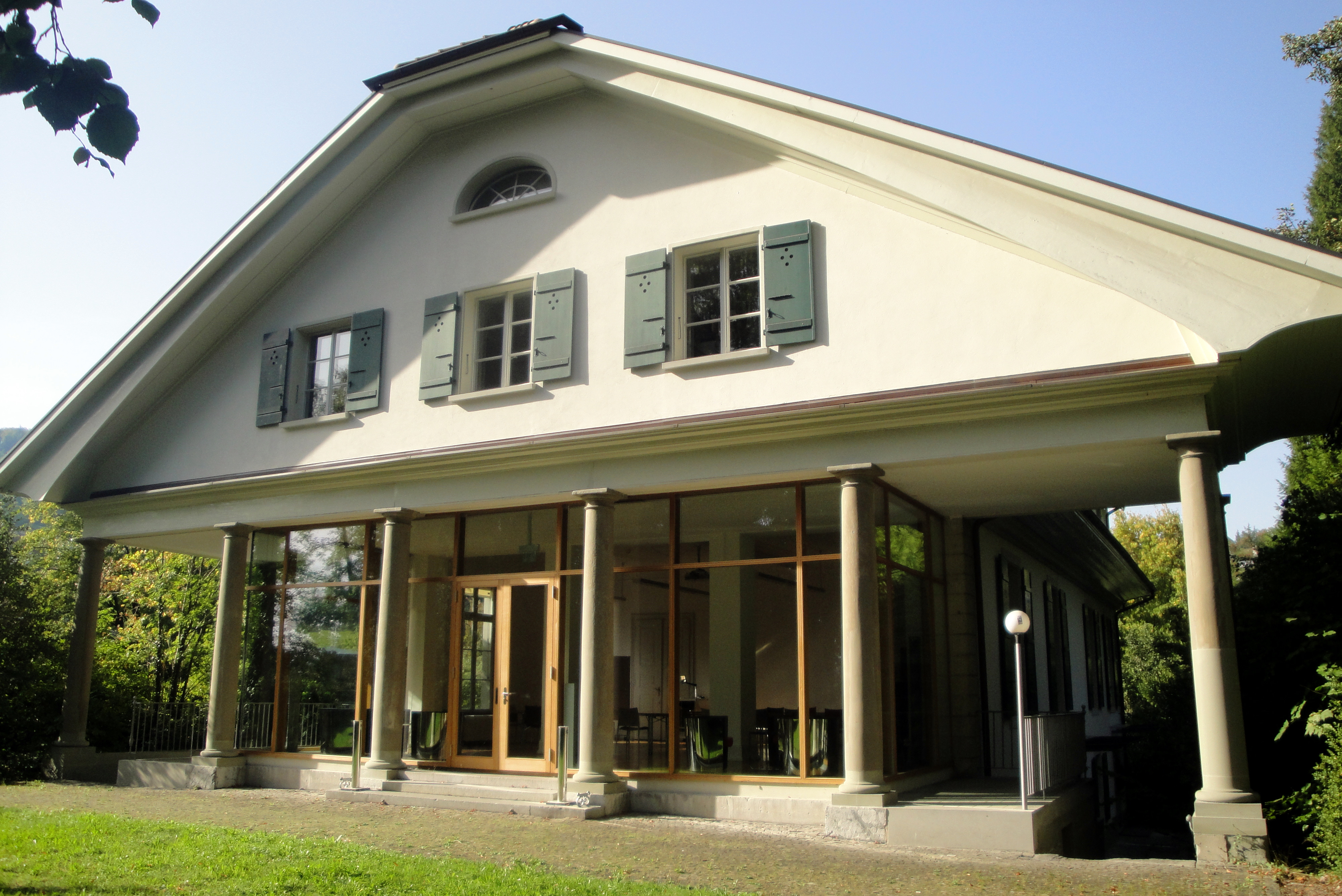
Campagne Bellevue (2011).

Die Campagne Bellevue ist ein Landsitz in der Gemeinde Bern im Kanton Bern. 
Die Campagne Bellevue war ursprünglich ein spätgotisches Herbsthaus. Der früheste bekannte Besitzer der Bellevue-Besitzung war David Lerber (1628–1708). Der Ratsherr David Lerber (1654–1737) besass das Anwesen ab 1708. Dessen Neffe Hans Jakob Lerber (1682–1741) erbte die Besitzung und vermachte sie testamentarisch der Familienkiste Lerber. Die Familienkiste veräusserte die Campagne Bellevue 1759 an Vincenz Bernhard Tscharner, der hier Gäste aus ganz Europa beherbergte. Nach seinem Tod war der Pfarrer Gabriel Viret bis 1780 Besitzer, danach der Bankier Ludwig Zeerleder. Carl Ahasver von Sinner baute 1792 für diesen das Säulen-Péristyl an. Zeerleders Schwiegersohn, der Postpächter Ludwig Anton Fischer (1772–1859) besass die Bellevue ab 1805 und verkaufte 1842 an Fredrich Lüthardt. 1858 kaufte Georg Emanuel Ludwig Ziegler die Campagne Bellevue. Nach seinem Tod im Jahr 1867 diente das Haus als erstes Zieglerspital.
Heute beherbergt die Campagne Bellevue die  Berner Designstiftung (ehemals Bernische Stiftung für angewandte Kunst und Gestaltung).